# Нордкірхен
Нордкірхен (нім. Nordkirchen) — сільська громада в Німеччині, знаходиться в землі Північний Рейн-Вестфалія. Підпорядковується адміністративному округу Мюнстер. Входить до складу району Кесфельд.
Площа — 52,432 км2. Населення становить 10 117 ос. (станом на 31 грудня 2020).